# Скобра
Скобра — река в России, протекает по Тверской области. Устье реки находится в 6,8 км от устья Инюхи по правому берегу. Длина реки составляет 19 км, площадь водосборного бассейна — 71,1 км².
Название балтийского происхождения, ср. лит. skubrus «быстрый, торопливый».

## Данные водного реестра
По данным государственного водного реестра России относится к Верхневолжскому бассейновому округу, водохозяйственный участок реки — Волга от города Тверь до Иваньковского гидроузла (Иваньковское водохранилище), речной подбассейн реки — бассейны притоков (Верхней) Волги до Рыбинского водохранилища. Речной бассейн реки — (Верхняя) Волга до Куйбышевского водохранилища (без бассейна Оки).
Код объекта в государственном водном реестре — 08010100712110000002978.